# Guvernementet Łomża
Guvernementet Łomża var ett guvernement i ryska Polen, 1837–1912.
Det var beläget i nordöstra delen av Polen och hade en yta på 10 561 km² och 679 400 invånare (1909).
Landet bildade en slätt, som i nordöstlig riktning genomskars av låga åsar, och vattnas av Narew samt gränsfloderna Bóbr
och Västra Bug, vilkas stränder var omgivna av stora kärrtrakter. Invånarnas huvudnäring var lantbruk.